# Svart får

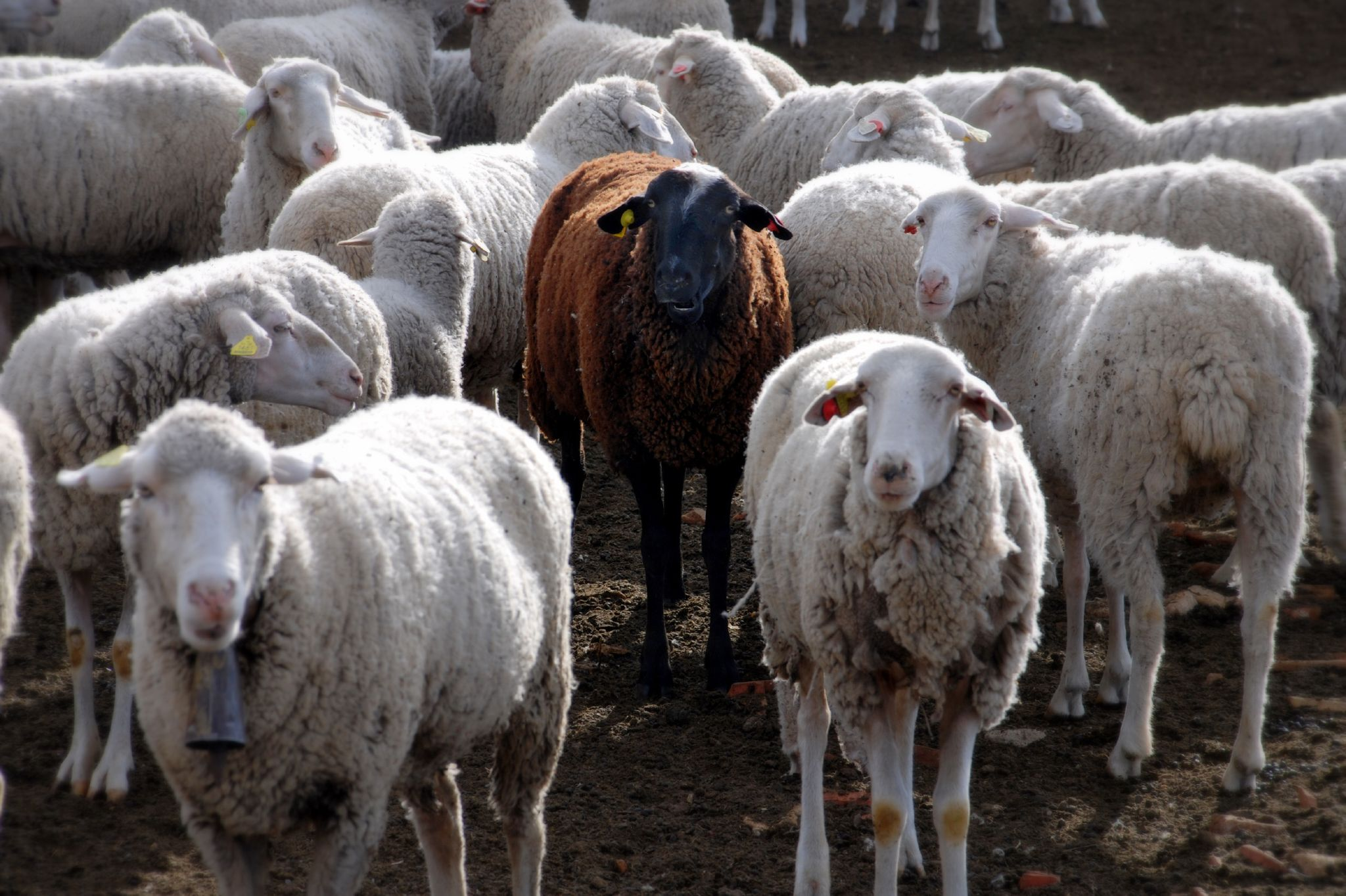
Svart får.

Svart får är en metafor för en ökänd eller från normen avvikande person inom en grupp. Begreppet kommer från den genetiska effekt när en recessiv gen stundom manifesterar sig i att ett svart lamm föds i en familj med vita får. Dessa får blir avvikare och deras ull betraktades vanligen som mindre värdefull eftersom den inte gick att färga. Inom folktro har får med svart ull varit associerade med djävulen.
Inom psykologi syftar "svarta får-effekten" på tendensen hos gruppmedlemmar att bedöma sympatiska medlemmar av gruppen mer positivt och avvikande medlemmar av gruppen mer negativt, jämfört med motsvarande personer utanför gruppen.